# Nesticus barri
Espèce
Synonymes
- Nesticus valentinei Gertsch, 1984

Nesticus barri est une espèce d'araignées aranéomorphes de la famille des Nesticidae.

## Distribution
Cette espèce est endémique des États-Unis. Elle se rencontre dans des grottes au Tennessee et dans le Nord de l'Alabama,.

## Description
Le mâle holotype mesure 4,60 mm et la femelle 4,70 mm.
Les yeux sont très réduits.

## Systématique et taxinomie
Cette espèce a été décrite par Gertsch en 1984.
Nesticus valentinei a été placée en synonymie par Hedin et Dellinger en 2005.

## Étymologie
Cette espèce est nommée en l'honneur de Thomas Calhoun Barr.

## Publication originale
- Gertsch, 1984 : « The spider family Nesticidae (Araneae) in North America, Central America, and the West Indies. » Bulletin of the Texas Memorial Museum, vol. 31, p. 1-91 (texte intégral).